# Wałbrzych Miasto Towarowy
Uzasadnienie:  kwestia poruszona w dyskusji Wikipedia:Poczekalnia/artykuły/2017:09:29:Kopalnia Victoria 
Wałbrzych Miasto Towarowy – zlikwidowana i zamknięta w 2006 roku towarowa stacja kolejowa w Wałbrzychu, w województwie dolnośląskim, w Polsce. Otwarta w 1868 roku przez SGB. Położona na linii kolejowej z Wałbrzycha Miasto.